# Giandomenico Paracciani
Giandomenico Paracciani (Nápoles, 4 de agosto de 1646 - Roma, 9 de maio de 1721) foi um cardeal do século XVIII

## Biografia
Nasceu em Nápoles em 4 de agosto de 1646. De família nobre. O mais novo dos três filhos de Bernardino Paracciani e Cecilia Melnagoli. Seu primeiro nome também está listado como Gio: Domenico, como Ioannes Dominicua e como Giovanni Domenico; e seu sobrenome como Paraccianus e como Parracciani. Tio do cardeal Urbano Paracciani (1766). Tio-avô do cardeal Niccola Clarelli Parracciani (1844). Tio-tataravô do cardeal Francesco Ricci Paracciani (1880).
Protonotário apostólico. Abbreviatore di parco maggiore , 1670. Referendário dos Tribunais da Assinatura Apostólica da Justiça e da Graça, 1670; eleitor da Assinatura da Justiça, junho de 1689; eleitor de ambos os tribunais, 1697. Governador de Benevento, 1679. Auditor do cardeal Alderano Cibo, secretário de Estado. Auditor do Cardeal Francesco Barberini. Vigário da patriarcal basílica vaticana, dezembro de 1689. Relator da SC da Sagrada Consulta , agosto de 1690. Auditor de Sua Santidade. Cânone do capítulo da patriarcal basílica vaticana 2 de fevereiro de 1704. Pró-secretário da SC dos Bispos e Regulares.
Criado cardeal sacerdote no consistório de 17 de maio de 1706; recebeu o gorro vermelho e o título de S. Anastasia, em 25 de junho de 1706. Concedeu dispensa para receber o diaconato e o presbiterato fora das Têmporas e sem intervalos de tempo entre eles, em 28 de fevereiro de 1707. Nomeado protetor da Ordem dos Monges Celestinos , 5 de janeiro de 1708. Nomeado protetor do Collegio Maronita , Roma, 9 de julho de 1708. Nomeado protetor da Ordem dos Monges Silvestrinos, 18 de setembro de 1710. Camerlengo do Sagrado Colégio dos Cardeais, 30 de janeiro de 1713 até 17 de janeiro de 1714 .
Eleito bispo de Senigallia em 9 de julho de 1714. Consagrado em 18 de novembro de 1714, Roma, pelo cardeal Fabrizio Paolucci, coadjuvado por Giovanni Patrizi, arcebispo titular de Selêucia, e por Nicola Spinola, arcebispo titular de Tebe. Vigário geral de Roma, maio de 1717; tomou posse em 7 de novembro de 1717. Renunciou ao governo da diocese de Senigallia em 18 de novembro de 1717. Prefeito da SC de Bispos e Regulares de 1717 até sua morte. Entrou no conclave de 1721, que elegeu o Papa Inocêncio XIII, mas teve que sair por motivo de doença, e por isso não votou em 8 de maio de 1721, dia em que foi eleito o novo papa.
Morreu em Roma em 9 de maio de 1721. Seu corpo foi levado para a igreja de Santissimi Nome di Gesù , Roma, no dia seguinte. O funeral realizou-se no dia 11 de maio de 1721 naquela igreja, e no dia seguinte às 2 horas da manhã, seu corpo foi trasladado para a igreja de S. Rocco a Ripetta, Roma, e sepultado no túmulo de sua família na capela do Madona .